# اتحادیه نویسندگان شوروی
اتحادیهٔ نویسندگان شوروی (روسی: Союз писателей СССР، آوانگاری: Soyuz pisatelei SSSR) اتحادیه‌ای آفرینش‌گرانه از نویسندگان حرفه‌ای در اتحاد جماهیر شوروی بود. مجلهٔ رسمی و سخنگوی آن، «لیتِراتور نایا گازتا» بود. پس از پایان اتحاد جماهیر شوروی، اتحادیه به سازمان‌های جداگانه‌ای برای هر یک از کشورهای پس از شوروی تقسیم شد. بخش روسیه به اتحادیه نویسندگان روسیه تبدیل شد.

## تاریخ
اتحادیهٔ نویسندگان شوروی، به عنوان یک اتحادیه‌ای حرفه‌ای که نویسندگان شوروی را دربر گیرد، به‌شرط آن‌که برخی شرایط ادبی و نشر را دارا باشند، در سال ۱۹۳۲ بنیان‌گذاری شد. اتحادیه، زندگی مادی مناسبی برایشان فراهم می‌آورد تا بتوانند با آزادی کامل خود را وقف تولید ادبی کنند.این اتحادیه را ماکسیم گورکی در ۲۳ آوریل ۱۹۳۲ بنیان نهاد و بدین وسیله جایگزین انجمن‌های ادبی شد که در آن زمان در اتحاد جماهیر شوروی شناخته‌شده بودند، به‌ویژه «انجمن نویسندگان پرولتری روسیه» که بر پایهٔ درکی تنگ‌نظرانه از پرولتاریا عمل می‌کرد و نوعی دیکتاتوری بر زندگی ادبی شوروی اعمال می‌نمود. اتحاد نویسندگان شوروی نیز به نوبهٔ خود از تأثیر قدرت سیاسی در دورهٔ استالینی در امان نماند و این امر باعث شد که غربی‌ها آن را صرفاً ابزاری در دستان مقامات سیاسی بدانند.
اتحادیه نخستین کنگرهٔ خود را در سال ۱۹۳۴ برگزار کرد، از جمله چهره‌های برجستهٔ حاضر در آن می‌توان به بوریس پاسترناک، ایساک بابل، نیکلای بوخارین، کارل رادک و آندری ژدانف اشاره کرد. ژدانوف اصول اولیهٔ واقع‌گرایی سوسیالیستی را بنیان گذاشت و از نویسندگان خواست تا به «مهندسان روح» بدل شوند. ژدانوف سخنرانی افتتاحیهٔ نخستین کنگرهٔ نویسندگان شوروی را در اوت ۱۹۳۴ ایراد کرد و در آن، هدف «جهت‌دار» ادبیات را در شکل‌دهی به ایدئولوژی مارکسیستی در ذهن شهروندان شوروی بیان نمود و بر نقش محوری ادبیات ایدئولوژیک در پروژهٔ شوروی و استالینیستی تأکید کرد: «ادبیات شوروی ما از اتهام جهت‌دار بودن هراسی ندارد. بله، ادبیات شوروی جهت‌دار است، چرا که در دوران نبرد طبقاتی، ادبیاتی وجود ندارد و نمی‌تواند وجود داشته باشد که طبقاتی نباشد، جهت‌دار نباشد، و به‌اصطلاح، غیرسیاسی باشد.»
نخستین موج پاکسازی، شماری از اعضای اتحادیه را دربر گرفت. اتحادیه تنها مرجع صلاحیت‌دار برای پذیرش یا لغو عضویت بود. داوطلب عضویت در آن می‌بایست دست‌کم دو کتاب پیش از ارائهٔ درخواست خود منتشر کرده باشد و به اهداف سوسیالیستی اتحاد جماهیر شوروی پایبند باشد. در دورهٔ حاکمیت استالین، آزادی نویسندگان در بیان دیدگاه‌هایشان محدود شد، هرچند اساسنامهٔ اتحادیه خلاف آن را تصریح می‌کرد. این موضوع واکنش‌هایی در مطبوعات غربی برانگیخت؛ برخی رسانه‌ها اتحادیه را به محدود کردن آزادی‌ها متهم کردند و مخالفت‌های غیررسمی را مورد توجه قرار دادند. این انتقادها در دوران جنگ سرد و در چارچوب مباحث مرتبط با حقوق بشر در کشورهای سوسیالیستی مطرح شد.
پس از سال ۱۹۶۷، اتحادیه عضویت شماری از نویسندگانی را که به حمایت از اسرائیل شهرت داشتند و با برخی رسانه‌های غربی در ارتباط بودند، لغو کرد. این رسانه‌ها از سیاست‌های شوروی در قبال یهودیان انتقاد می‌کردند و به گفتهٔ عبدالوهاب الکیالی «در تحلیل‌هایشان میان صهیونیسم‌ستیزی و یهودستیزی تمایز قائل نمی‌شدند.» این تنش‌ها در دسامبر ۱۹۶۹ و با اخراج الکساندر سولژنیتسین از اتحادیه و مهاجرت او به آمریکا به نقطهٔ اوج رسید.

## رؤسا
منصب ریاست اتحادیهٔ نویسندگان به عهدهٔ افراد زیر بوده است:
- ماکسیم گورکی (۱۹۳۴–۱۹۳۶)
- ولادیمیر استاوسکی (۱۹۳۶–۱۹۳۸)
- الکساندر فادیف (۱۹۳۸–۱۹۴۴ و ۱۹۴۶–۱۹۵۴)
- نیکولای تیخونوف (۱۹۴۴–۱۹۴۶)
- الکسی سورکوف (۱۹۵۴–۱۹۵۹)
- کنستانتین فدین (۱۹۵۹–۱۹۷۷)
- گئورگی مارکوف (۱۹۷۷–۱۹۸۶)
- ولادیمیر کارپوف (۱۹۸۶–۱۹۹۱)

## اعضا
رده:اعضای اتحادیه نویسندگان شوروی را ببیند.